# Finale UEFA Europa Conference League 2023
De UEFA Europa Conference Leaguefinale van het seizoen 2022/23 was de tweede eindstrijd van het tertiaire toernooi van het Europees clubvoetbal. De voetbalwedstrijd werd op woensdag 7 juni 2023 gespeeld tussen het Italiaanse ACF Fiorentina en het Engelse West Ham United in de Fortuna Arena te Praag met Carlos del Cerro Grande als scheidsrechter. Na doelpunten van Saïd Benrahma en Giacomo Bonaventura won West Ham United met 1–2, dankzij een doelpunt van Jarrod Bowen in de slotfase. West Ham United won zijn tweede grote internationale prijs, nam de titel over van AS Roma en kwalificeerde zich voor de groepsfase van de UEFA Europa League 2023/24.

## Organisatie

### Stadion

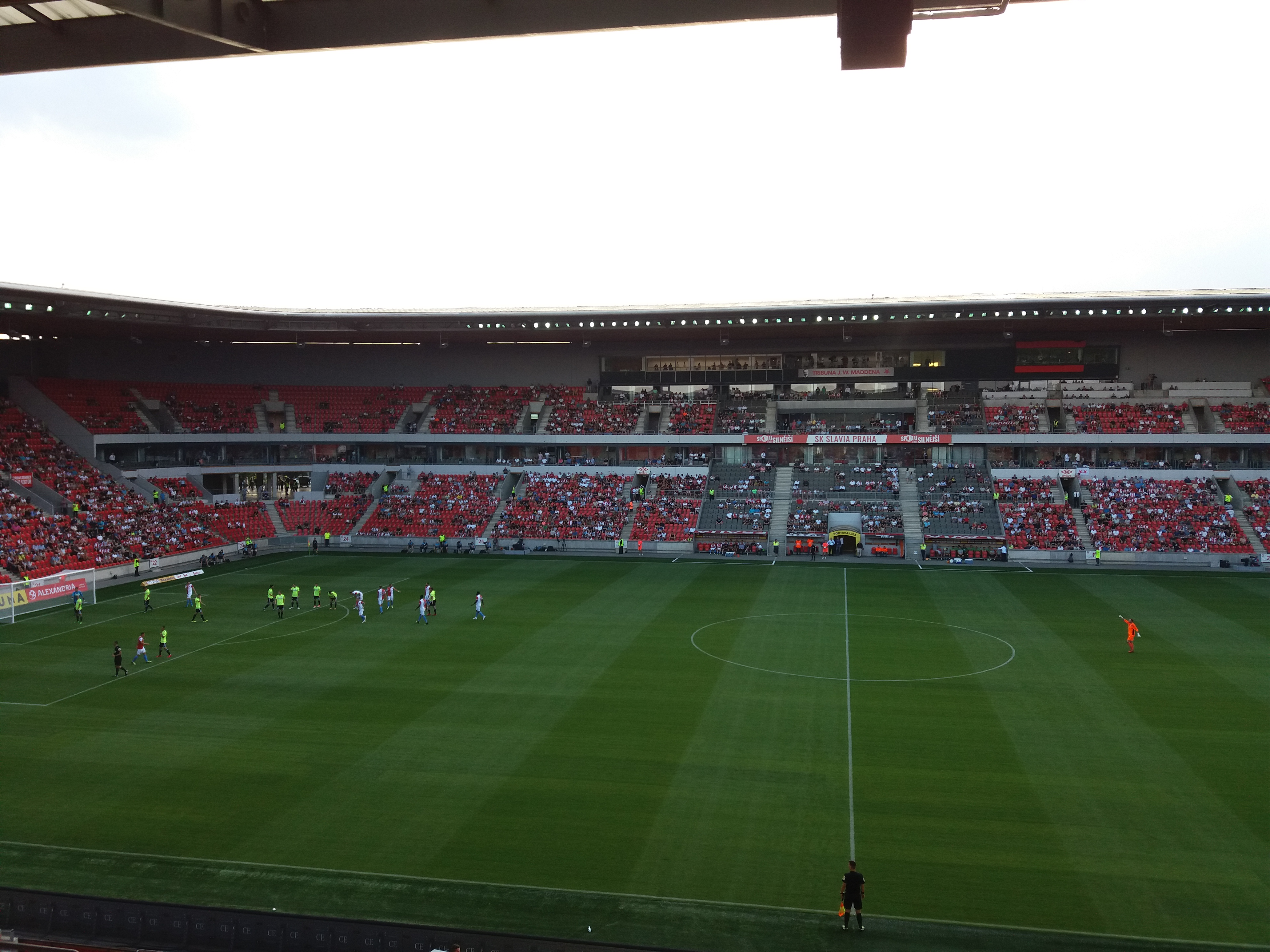
De finale werd gespeeld in de Fortuna Arena.

De UEFA wees de Fortuna Arena in mei 2022 aan om de UEFA Europa Conference Leaguefinale van 2023 in te laten spelen. Dat stadion werd in 2008 geopend en sindsdien bespeeld door Slavia Praag. Het biedt plaats aan ruim 20.000 toeschouwers. Eerder werd daar al de UEFA Super Cup 2013 gespeeld.

### Scheidsrechter
De UEFA maakte op 22 mei 2023 bekend dat Carlos del Cerro Grande was aangesteld als scheidsrechter voor de finale. Hij floot nooit eerder een grote internationale finale en één keer eerder een UEFA Europa Conference Leaguewedstrijd; de heenwedstrijd van de halve finale tussen Leicester City en AS Roma in het seizoen 2021/22. Del Cerro Grande's landgenoten Pau Cebrián Devis, Guadalupe Porras Ayuso en Jesús Gil Manzano waren aangesteld als assistent-scheidsrechter en vierde official. Ook de videoscheidsrechter, Juan Martínez Munuera, en zijn assistent, Alejandro Hernández zijn Spaans.

### Ambassadeur
Voormalig voetballer Vladimír Šmicer is de ambassadeur van de finale. Hij speelde 79 wedstrijden voor het Tsjechisch voetbalelftal en scoorde namens Liverpool FC in de gewonnen UEFA Champions Leaguefinale in 2005. Als ambassadeur van de finale was hij aanwezig bij lotingen van het UEFA Europa Conference League-seizoen.

## Voorgeschiedenis
ACF Fiorentina stond vier keer eerder in een Europese finale. Het won in 1961 in de Europacup II van Glasgow Rangers en het verloor in 1957 in de Europacup I van Real Madrid, in 1962 in de Europacup II van Atlético Madrid en in 1990 in de UEFA Cup van Juventus FC. De laatste Italiaanse club in een UEFA Europa Conference Leaguefinale was AS Roma, dat in 2022 won van Feyenoord. West Ham United staat voor een derde keer in een grote Europese finale. Eerder won het in 1965 in de Europacup II van TSV 1860 München en verloor het in 1976 in de Europacup II van RSC Anderlecht.
ACF Fiorentina en West Ham United speelden nooit eerder tegen elkaar. ACF Fiorentina speelde wel twaalf keer eerder in competities van de UEFA tegen Engelse clubs, waarvan de meest recente verloren ging tegen Tottenham Hotspur in de zestiende finales van de UEFA Europa League 2015/16. Zes van die wedstrijden werden gewonnen en drie gingen verloren. ACF Fiorentina speelde nooit tegen een Engelse club in een finale. West Ham United speelde twee eerdere wedstrijden tegen Italiaanse tegenstanders in competities van de UEFA. In de eerste ronde van de UEFA Cup 2006/07 verloor West Ham United met 0–1 en 3–0 van Palermo FC. In de UEFA Champions League, UEFA Europa League, Europacup II en de UEFA Europa Conference League werden in totaal zes keer eerder finales gespeeld tussen een Italiaanse en een Engelse club. De Engelse en de Italiaanse clubs wonnen beide drie van deze finales.
Vincenzo Italiano en David Moyes trainden nooit eerder een team in een Europese finale. Italiano leidde zijn team nooit eerder tegen West Ham United. Moyes trof ACF Fiorentina als trainer van Everton FC in de achtste finales van de UEFA Cup 2007/08. Everton FC verloor destijds met 2–0 en 2–4. Elftallen van Italiano en Moyes speelden nooit eerder tegen elkaar.
ACF Fiorentina speelde drie keer eerder in Tsjechië in competities van de UEFA. Twee keer speelde ACF Fiorentina gelijk in Praag, tegen Sparta Praag in de tweede ronde van de Europacup II 1996/97 en tegen Slavia Praag in de derde kwalificatieronde van de UEFA Champions League 2008/09. Daarnaast won ACF Fiorentina in Liberec tegen Slovan Liberec in de groepsfase van de UEFA Europa League. West Ham United bezocht Praag één keer eerder in competities van de UEFA en verloor toen van Sparta Praag in de tweede ronde van de Europacup II 1964/65.

## Weg naar de finale
| Pos | Team                | Wed | Ptn |
| --- | ------------------- | --- | --- |
| 1   | Istanbul Başakşehir | 6   | 13  |
| 2   | ACF Fiorentina      | 6   | 13  |
| 3   | Heart of Midlothian | 6   | 6   |
| 4   | FK RFS              | 6   | 2   |

| Pos | Team            | Wed | Ptn |
| --- | --------------- | --- | --- |
| 1   | West Ham United | 6   | 18  |
| 2   | RSC Anderlecht  | 6   | 8   |
| 3   | Silkeborg IF    | 6   | 6   |
| 4   | FCSB            | 6   | 2   |

### ACF Fiorentina

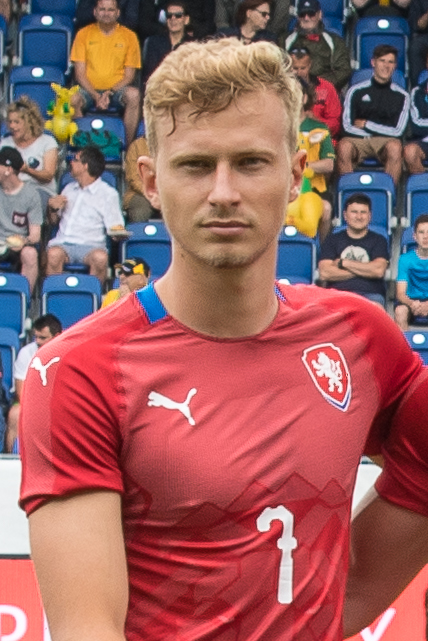
Antonín Barák maakte in de laatste seconden van de halve finale het winnende doelpunt.

ACF Fiorentina plaatste zich met de zevende plek in de Serie A 2021/22 voor de play-offronde van de UEFA Europa Conference League en werd daarin gekoppeld aan FC Twente. In de thuiswedstrijd kopte Nicolás González al binnen een minuut raak. Na een half uur verdubbelde Arthur Cabral de voorsprong, maar in de tweede helft verkleinde Václav Černý de marge weer tot één. In de Grolsch Veste scoorden geen van beide teams, ondanks meerdere kansen, waardoor FC Twente zich plaatste voor de groepsfase. In de blessuretijd kreeg Igor een tweede gele kaart. ACF Fiorentina werd ingedeeld in een groep met Istanbul Başakşehir, Heart of Midlothian en FK RFS. ACF Fiorentina opende de groepsfase thuis tegen FK RFS met een gelijkspel door doelpunten van Antonín Barák en Andrej Ilić in de tweede helft. In het Başakşehir Fatih Terimstadion ging ACF Fiorentina met 3–0 onderuit door treffers van tweemaal Serdar Gürler en Bertrand Traoré. Tussendoor kreeg Jonathan Ikoné zijn tweede gele kaart. Uit bij Hearts kwam ACF Fiorentina in de vierde minuut op een voorsprong via het hoofd van Rolando Mandragora. Christian Kouamé verdubbelde de voorsprong met een halve omhaal aan het eind van de eerste helft. Nadat Lewis Neilson vlak na de rust van het veld gestuurd werd, besliste Luka Jović het duel met de 0–3. Ook de thuiswedstrijd tegen Hearts won ACF Fiorentina overtuigend. Bij de rust had ACF Fiorentina al een 4–0 voorsprong, dankzij treffers van Jović, aanvoerder Cristiano Biraghi uit een vrije trap, González en Barák. Vlak na de rust deed Stephen Humphrys wat terug namens de Schotten, maar González besliste het duel vanaf de penaltystip. In eigen huis tegen Istanbul Başakşehir kwam ACF Fiorentina via Danijel Aleksić op een achterstand, maar Jović herstelde dat ruim tien minuten later en kopte in de tweede helft uit een rebound de winnende treffer binnen. Door de overwinning verzekerde ACF Fiorentina zich van een plek in de knock-outfase. In Helsinki zorgden doelpunten van Barák, Cabral en Riccardo Saponara voor een 3–0 overwinning, maar ACF Fiorentina moest met de tweede plek de tussenronde gaan spelen.
ACF Fiorentina werd in de tussenronde gekoppeld aan SC Braga. In de uitwedstrijd hielp Jović ACF Fiorentina aan een voorsprong in de blessuretijd van de eerste helft. Na een rode kaart aan Vítor Tormena breidden Jović en met twee doelpunten Cabral de score uit tot 0–4, waardoor de thuiswedstrijd slechts een formaliteit werd. Volleys van André Castro en Álvaro Djaló hielpen SC Braga aan een 0–2 voorsprong, maar doelpunten van Mandragora, Saponara en Cabral zorgden ervoor dat ACF Fiorentina ook de terugwedstrijd won, ondanks dat een doelpunt van Cabral in de tussentijd werd afgekeurd, nadat de doellijntechnologie werd overruled door de videoscheidsrechter. In de achtste finales nam ACF Fiorentina het op tegen Sivasspor. Nadat beide teams de lat hadden geraakt, maakte Barák het enige doelpunt van de wedstrijd. In de blessuretijd kreeg Max Gradel een directe rode kaart. Een week later kwam ACF Fiorentina in de uitwedstrijd op een achterstand door een rake afstandsschot van Erdoğan Yeşilyurt, maar Cabral herstelde dat vlak voor de rust. In de tweede helft liep ACF Fiorentina weg van Sivasspor via een kopbal van Nikola Milenković, een eigen doelpunt van Dimitris Goutas en, nadat Hakan Arslan van het veld gestuurd werd, een schot van Gaetano Castrovilli. In de uitwedstrijd van de kwartfinale tegen Lech Poznań schoot González al binnen vier minuten op de paal, waarna Cabral in de rebound de bal in het doel werkte. Kristoffer Velde maakte vervolgens gelijk voor de Polen en González herstelde nog in de eerste helft de voorsprong van ACF Fiorentina met een kopbal. Doelpunten van Giacomo Bonaventura en Ikoné in de tweede helft droegen bij aan een 1–4 zege. Lech Poznań wist die nederlaag in Stadio Artemio Franchi te herstellen met doelpunten van Afonso Sousa, Velde vanaf de penaltystip en Artur Sobiech, maar ACF Fiorentina kwalificeerde zich voor de halve finales door later nog twee keer te scoren, via Riccardo Sottil en in de blessuretijd Castrovilli. In de halve finales tegen FC Basel zorgde Cabral tegen zijn voormalige club voor een voorsprong bij de rust, maar FC Basel won de heenwedstrijd door treffers van Andy Diouf en in de blessuretijd van Zeki Amdouni. In het St. Jakob-Park moest ACF Fiorentina daardoor winnen. González bezorgde de Italianen met een kopbal de leiding, maar Amdouni bracht de score van de terugwedstrijd terug in evenwicht. González schoot ACF Fiorentina naar een verlenging, waarin Barák in de negende minuut van de blessuretijd het winnende doelpunt maakte. Zodoende kwalificeerde ACF Fiorentina zich voor de finale.

### West Ham United

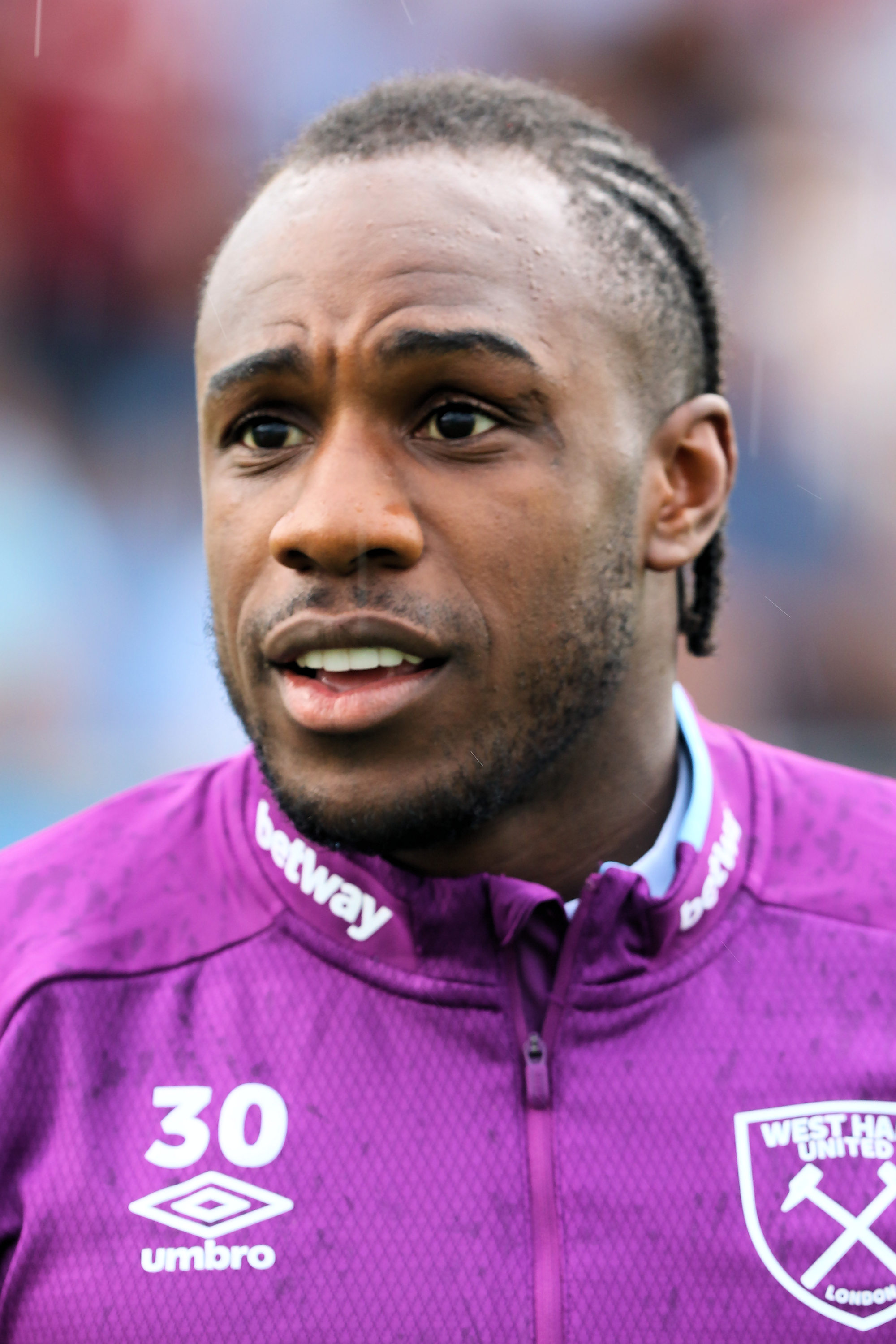
Michail Antonio scoorde op weg naar de finale zes keer, waarvan vijf keer in de knock-outfase.

West Ham United plaatste zich voor de play-offronde van de UEFA Europa League met een zevende plek in de Premier League 2021/22 en werd in die play-offronde gekoppeld aan Viborg FF. In eigen huis kopte Gianluca Scamacca na 23 minuten raak. In de tweede helft scoorden ook Jarrod Bowen en Michail Antonio, alhoewel Jacob Bonde tussendoor raak kopte voor de Denen. In het Viborgstadion opende Scamacca wederom de score, waarna treffers van Saïd Benrahma en Tomáš Souček in de tweede helft West Ham United definitief naar de groepsfase hielpen. West Ham United werd ingedeeld in een groep met FCSB, RSC Anderlecht en Silkeborg IF. West Ham United opende de groepsfase met een achterstand in eigen huis tegen FCSB door een doelpunt van Andrei Cordea. West Ham United draaide de achterstand in de tweede helft om in een voorsprong via een benutte strafschop van Bowen, en doelpunten van Emerson en Antonio. In de eerste uitwedstrijd, tegen Silkeborg IF, zette een doelpunt van Kasper Kusk West Ham United binnen vijf minuten op een achterstand. West Ham United draaide dat voor de rust om met een benutte strafschop van Manuel Lanzini, een schot van Scamacca en een kopbal van Craig Dawson. Een aansluitingstreffer van Søren Tengstedt in de tweede helft werd niet gevolgd door een gelijkmaker. In het Lotto Park van RSC Anderlecht schoot Scamacca in het laatste kwartier het enige doelpunt van de wedstrijd binnen. Een week later kwam West Ham United thuis binnen een half uur via Benrahma uit een vrije trap en Bowen op een 2–0 voorsprong tegen datzelfde RSC Anderlecht, dat vervolgens niet verder kwam dan een late aansluitingstreffer van Sebastiano Esposito vanaf de penaltystip. Door de overwinning verzekerde West Ham United zich voortijdig van een plek in de knock-outfase. Doordat een rake strafschop van Lanzini West Ham United een 1–0 thuiszege op Silkeborg IF opleverde, verzekerde West Ham United zich ook voortijdig van de eerste plaats en dus een plek in de achtste finales. De slotwedstrijd van de groepsfase werd gespeeld in de Arena Națională van FCSB. Pablo Fornals schoot in de eerste en de tweede helft raak en tussendoor maakte Joyskim Dawa een eigen doelpunt. Door de 0–3 winst werd West Ham United de eerste club ooit die alle wedstrijden van een UEFA Europa Conference League-groep won.
In de achtste finales werd West Ham United gekoppeld aan AEK Larnaca. In de AEK Arena kopte en schopte Antonio in de laatste tien minuten van de eerste helft de enige twee doelpunten van de wedstrijd raak. In de terugwedstrijd werd de score geopend door Scamacca. Nadat Luís Gustavo vlak voor de rust een rode kaart had gekregen, liep West Ham United in de tweede helft weg van AEK Larnaca via tweemaal Bowen en eenmaal Divin Mubama. In de kwartfinales was vervolgens KAA Gent de tegenstander. In de Ghelamco Arena werd een openingsdoelpunt van Nayef Aguerd na veertig minuten afgekeurd wegens een handsbal, maar Danny Ings zorgde in de blessuretijd van de eerste helft wel voor dat openingsdoelpunt met een intikker. Elf minuten na de rust maakte Hugo Cuypers gelijk namens de Belgen. In het laatste kwartier raakte Gift Orban met een omhaal de lat en werd een rode kaart voor Kamil Piątkowski ingetrokken na ingrijpen van de videoscheidsrechter. In Londen kwam KAA Gent op een voorsprong in het tweeluik met een nieuw doelpunt van Cuypers. Antonio herstelde dat met een kopbal en nadat Souček de lat raakte, trok West Ham United het duel in de tweede helft naar zich toe met treffers van Lucas Paquetá vanaf elf meter, Declan Rice na een sprint en Antonio. De laatste horde richting de finale was AZ. Tijjani Reijnders zette de Nederlanders op een voorsprong met een afstandsschot, maar een rake strafschop van Benrahma bracht West Ham United langszij, waarna Antonio uit een rebound West Ham United op een voorsprong zette. In het AFAS Stadion kwam AZ niet tot scoren en besliste West Ham United, dat eerder de paal raakte via Paquetá, het tweeluik in de blessuretijd met een doelpunt uit een counter van Fornals. Zodoende plaatste West Ham United zich voor de finale.

## Wedstrijd

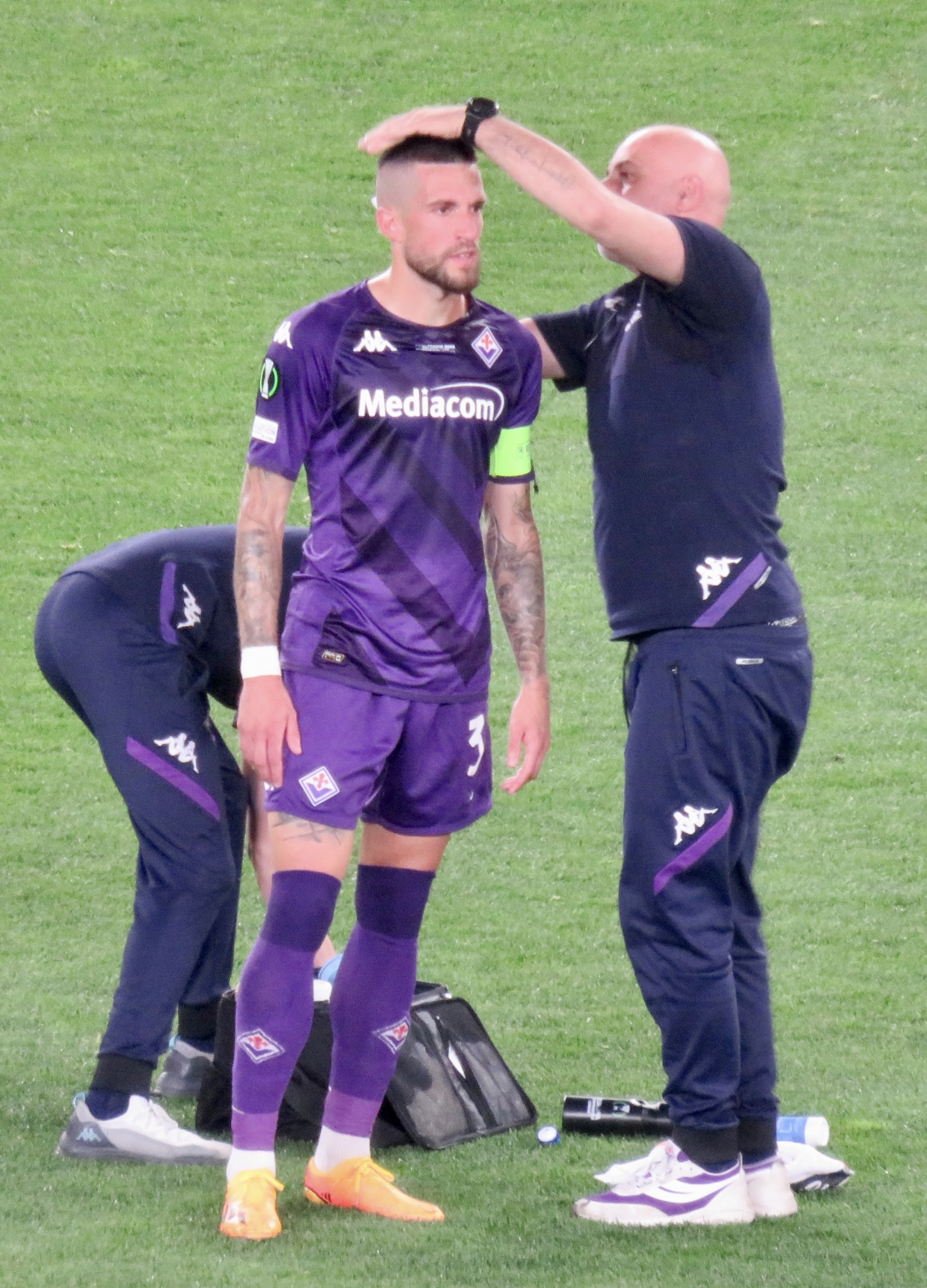
Cristiano Biraghi wordt behandeld na bekogeld te zijn.

### Verloop
In de dertiende minuut schoot Declan Rice vlak naast het doel, maar in de eerste helft waren er nauwelijks kansen. Na ruim een half uur werd Cristiano Biraghi, aanvoerder van ACF Fiorentina en van plan om een hoekschop te nemen, bij de cornervlag bekogeld met bekers door de supporters van West Ham United. In de slotseconden van de eerste helft leek er toch nog voor de rust een doelpunt te vallen, maar een kopbal van Luka Jović uit een rebound werd afgefloten wegens buitenspel. Na ruim een uur spelen opende Saïd Benrahma de score door Pietro Terracciano vanaf de penaltystip de verkeerde kant op te sturen na een handsbal van Biraghi. ACF Fiorentina reageerde vijf minuten later met de gelijkmaker van Giacomo Bonaventura. Vlak daarna miste Rolando Mandragora het doel bij een poging om ACF Fiorentina op een voorsprong te zetten. In de negentigste minuut stuurde Lucas Paquetá Jarrod Bowen weg met een steekpass. Bowen rondde vervolgens af, waardoor hij West Ham United nog binnen de reguliere speeltijd de overwinning bezorgde.

### Details
|                           |                 |               |                               | |
| 7 juni 2023 21:00 (UTC+2) | ACF Fiorentina  | 1 – 2 (0 – 0) | West Ham United               | Stadion: Fortuna Arena, Praag Toeschouwers: 17.363 Scheidsrechter: Carlos del Cerro Grande Assistenten: Pau Cebrián Devis Assistenten: Guadalupe Porras Ayuso Vierde official: Jesús Gil Manzano Video-assistent: Juan Martínez Munuera AVAR: Alejandro Hernández Speler van de wedstrijd: Jarrod Bowen |
| 7 juni 2023 21:00 (UTC+2) | Bonaventura 67' | Verslag       | 62' (pen.) Benrahma 90' Bowen | Stadion: Fortuna Arena, Praag Toeschouwers: 17.363 Scheidsrechter: Carlos del Cerro Grande Assistenten: Pau Cebrián Devis Assistenten: Guadalupe Porras Ayuso Vierde official: Jesús Gil Manzano Video-assistent: Juan Martínez Munuera AVAR: Alejandro Hernández Speler van de wedstrijd: Jarrod Bowen |
| 7 juni 2023 21:00 (UTC+2) |                 |               |                               | Stadion: Fortuna Arena, Praag Toeschouwers: 17.363 Scheidsrechter: Carlos del Cerro Grande Assistenten: Pau Cebrián Devis Assistenten: Guadalupe Porras Ayuso Vierde official: Jesús Gil Manzano Video-assistent: Juan Martínez Munuera AVAR: Alejandro Hernández Speler van de wedstrijd: Jarrod Bowen |
| 7 juni 2023 21:00 (UTC+2) |                 |               |                               | Stadion: Fortuna Arena, Praag Toeschouwers: 17.363 Scheidsrechter: Carlos del Cerro Grande Assistenten: Pau Cebrián Devis Assistenten: Guadalupe Porras Ayuso Vierde official: Jesús Gil Manzano Video-assistent: Juan Martínez Munuera AVAR: Alejandro Hernández Speler van de wedstrijd: Jarrod Bowen |
|                           |                 |               |                               | |

| ACF Fiorentina | West Ham United |

| DM                | 01 | Pietro Terracciano    |           |
| RA                | 02 | Dodô                  |           |
| CV                | 04 | Nikola Milenković     | 75'       |
| CV                | 16 | Luca Ranieri          | 84'       |
| LA                | 03 | Cristiano Biraghi     |           |
| CM                | 34 | Sofyan Amrabat        | 85'       |
| CM                | 38 | Rolando Mandragora    | 66' 90+3' |
| AM                | 05 | Giacomo Bonaventura   |           |
| RB                | 22 | Nicolás González      |           |
| SP                | 07 | Luka Jović            | 46'       |
| LB                | 99 | Christian Kouamé      | 62'       |
| Wisselspelers:    |    |                       |           |
| DM                | 31 | Michele Cerofolini    |           |
| VD                | 15 | Aleksa Terzić         |           |
| VD                | 23 | Lorenzo Venuti        |           |
| VD                | 28 | Lucas Martínez Quarta |           |
| VD                | 98 | Igor                  | 84'       |
| MV                | 08 | Riccardo Saponara     | 62'       |
| MV                | 32 | Alfred Duncan         | 67'       |
| MV                | 42 | Alessandro Bianco     |           |
| MV                | 72 | Antonín Barák         | 90+3'     |
| AV                | 09 | Arthur Cabral         | 46'       |
| AV                | 11 | Jonathan Ikoné        |           |
| AV                | 77 | Josip Brekalo         |           |
| Coach:            |    |                       |           |
| Vincenzo Italiano |    |                       |           |

| DM             | 13 | Alphonse Aréola  |         |
| RA             | 05 | Vladimír Coufal  |         |
| CV             | 04 | Kurt Zouma       | 61'     |
| CV             | 27 | Nayef Aguerd     | 53'     |
| LA             | 33 | Emerson Palmieri |         |
| CM             | 28 | Tomáš Souček     |         |
| CM             | 41 | Declan Rice      |         |
| AM             | 11 | Lucas Paquetá    |         |
| RB             | 20 | Jarrod Bowen     | 90+7'   |
| SP             | 09 | Michail Antonio  | 90+4'   |
| LB             | 22 | Saïd Benrahma    | 31' 76' |
| Wisselspelers: |    |                  |         |
| DM             | 01 | Łukasz Fabiański |         |
| VD             | 02 | Ben Johnson      |         |
| VD             | 03 | Aaron Cresswell  | 90+1'   |
| VD             | 21 | Angelo Ogbonna   | 90+4'   |
| VD             | 24 | Thilo Kehrer     | 61'     |
| MV             | 08 | Pablo Fornals    | 76'     |
| MV             | 10 | Manuel Lanzini   |         |
| MV             | 12 | Flynn Downes     |         |
| MV             | 62 | Freddie Potts    |         |
| AV             | 14 | Maxwel Cornet    |         |
| AV             | 18 | Danny Ings       |         |
| AV             | 72 | Divin Mubama     |         |
| Coach:         |    |                  |         |
| David Moyes    |    |                  |         |

### Statistieken
|                        | ACF Fiorentina | West Ham United |
| ---------------------- | -------------- | --------------- |
| Doelpunten             | 1              | 2               |
| Gele kaarten           | 4              | 4               |
| Rode kaarten           | 0              | 0               |
| Wissels                | 4              | 3               |
| Schoten op doel        | 4              | 4               |
| Schoten naast doel     | 8              | 2               |
| Overtredingen          | 15             | 16              |
| Hoekschoppen           | 3              | 4               |
| Buitenspel             | 2              | 3               |
| Geslaagde passes       | 412            | 154             |
| Passnauwkeurigheid (%) | 84             | 73              |
| Balbezit (%)           | 63             | 37              |
| Gelopen kilometers     | 109,6          | 111,4           |

## Nasleep

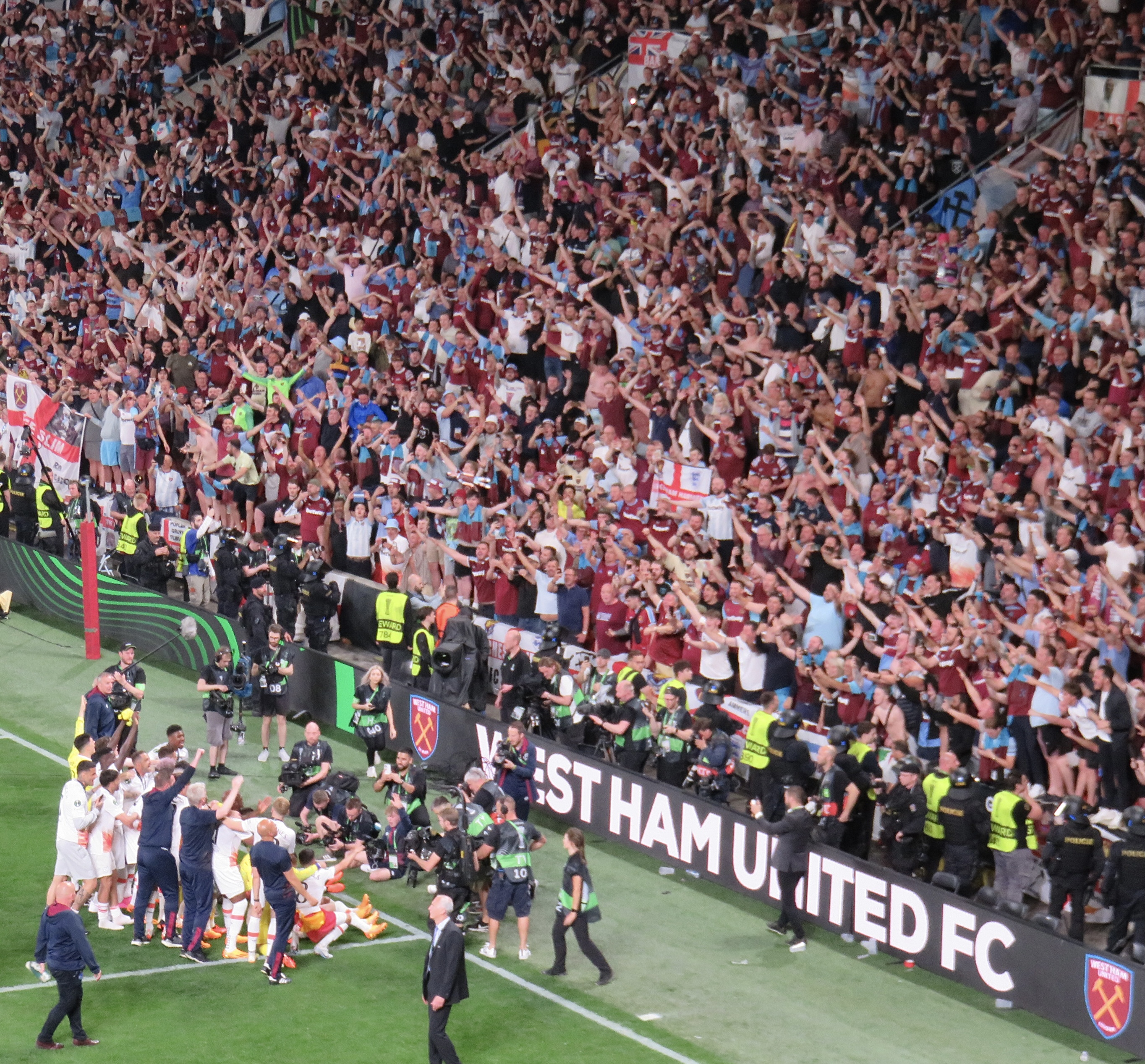
Spelers en supporters van West Ham United vieren de overwinning vlak na de wedstrijd.

West Ham United won voor de tweede keer in zijn clubgeschiedenis een grote Europese trofee, na de eerdere eindzege in de Europacup II 1964/65. West Ham United werd het eerste team dat een heel seizoen in de UEFA Europa Conference League ongeslagen bleef. David Moyes werd de eerste Schotse trainer die een toernooi van de UEFA won sinds 2008. West Ham United was in de Premier League 2022/23 als veertiende geëindigd. Nooit eerder eindigde de winnaar van een grote Europese prijs in zijn eigen competitie dat seizoen zo laag. Ook werd West Ham United de eerste Engelse club die in één seizoen meer wedstrijden won in een Europese competitie dan in de binnenlandse competitie. Emerson Palmieri werd door de overwinning de eerste speler die het EK, de UEFA Champions League, de UEFA Europa League en de UEFA Europa Conference League won.
Tijdens de wedstrijd hadden supporters van West Ham United voorwerpen richting het veld gegooid en liep ACF Fiorentina-aanvoerder Cristiano Biraghi een bloedwond op door geraakt te worden door een van die voorwerpen. Vlak na de wedstrijd publiceerde West Ham United een statement, waarin de club het gedrag van 'een klein aantal individuen' veroordeelde en aangaf samen met de Tsjechische politie op zoek te gaan naar de daders om stadionverboden uit te delen. Biraghi zelf vertelde na afloop dat hij de bekogelaars niet veroordeelde, maar wel hoopte dat iemand zijn werk zou doen en met de bekogelaars zou afrekenen.